# Groengebied Amstelland

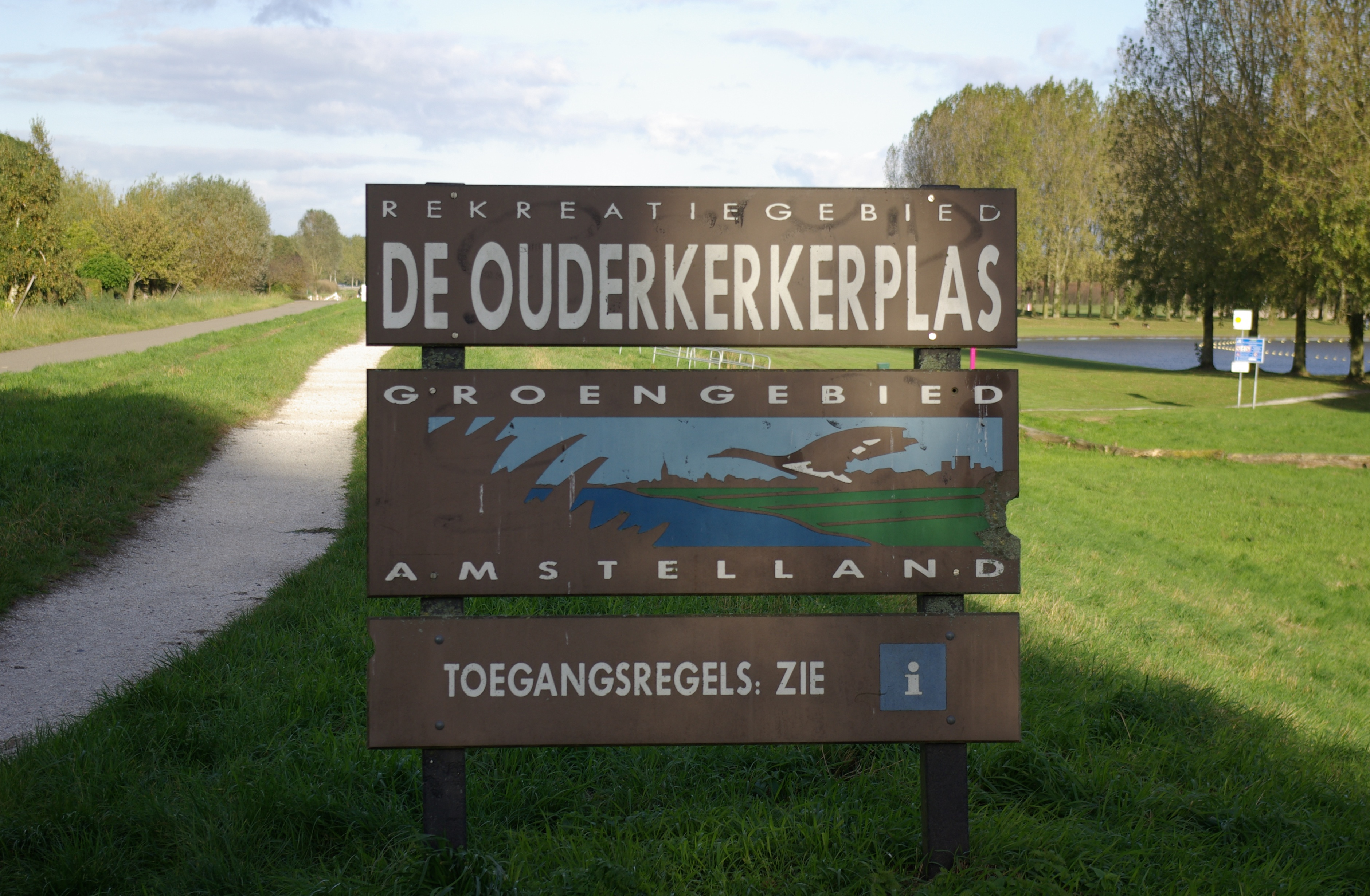
Ouderkerkerplas

Groengebied Amstelland, een samenwerkingsverband tussen de gemeenten Amsterdam, Amstelveen, Diemen, Ouder-Amstel en de provincie Noord-Holland, is de organisatie die het landelijk gebied tussen Amstelveen en het Amsterdam-Rijnkanaal beheert. Tot deze gebieden behoren naast natuurgebieden ook recreatieplassen en weilanden.
Tot de recreatiegebieden die de organisatie beheert behoren onder meer de Ouderkerkerplas en de Holendrechter en Bullewijkerpolder in Ouder-Amstel, en de Hoge dijk, Gaasperzoom en Gaasperplas in Amsterdam-Zuidoost.
Naast een groot aantal fiets- en wandelpaden zijn er in het groengebied ook veel faciliteiten voor beoefening van de paardensport.